# Hipólita Roís de Liori
Hipólita Roís de Liori (Valencia, 1479 - Madrid, 1546), conocida como Hipólita Roís de Liori y de Moncada y La triste condesa de Palamós, fue una noble y escritora valenciana.
Se casó con el gobernador general de Cataluña, Luis de Requesens y Joan de Soler y se trasladó al Principado en 1501. Al enviudar en 1509 pasó a administrar en usufructo todas las posesiones de su marido y se convirtió en una viuda con uno de los patrimonios más importantes del país. De casada había comenzado un epistolario que mantuvo hasta su muerte. Se han conservado 872 cartas, de las cuales 89 están escritas por ella. Gracias a estas cartas se ha podido reconstruir la vida de Hipólita y una visión de la vida de la mujer en la época.

## Biografía
Hipólita nació en Valencia hacia 1479, hija de Joan Roís de Liori y de Beatriz de Moncada y de Vilaragut, barones de Ribarroja. La primera noticia de Hipólita aparece en el testamento de su padre en 1489. Más tarde aparece de forma continua a partir de su boda con el gobernador general de Cataluña el 3 de abril de 1501. Hipólita aportó al matrimonio una dote de ciento sesenta mil sueldos. Tuvieron dos hijos: Gaspar, que murió de niño, y Estefanía, conocida por su boda con Juan de Zúñiga, preceptor del infante Felipe, y por su epistolario.
El 31 de diciembre de 1509 la muerte de Luis de Requesens convirtió a Hipólita en una viuda con uno de los patrimonios más importantes del país en cuanto usufructuaria de todas las posesiones de su marido: la baronía y el castillo de Castellví de Rosanes; la baronía y villa de Martorell, con el palacio; las parroquias de Sant Esteve Sesrovires, Abrera, Sant Andreu de la Barca, Sant Vicent de Castellbisbal y Sant Pere d'Abrera. También del palacio, la baronía y la villa de Molins de Rei, con los molinos, con Santa Creu d'Olorda y Sant Bartomeu; y del Palacio Real Menor de Barcelona.

### Administración y gestión del patrimonio
Después de tomar posesión del patrimonio, Hipólita dedicó su vida a conservarlo y agrandarlo, a base de muchas horas de trabajo y algunas transgresiones. Tuvo que respetar la disposición testamentaria que no le permitía volverse a casar, porque conllevaba perder el usufructo del patrimonio. Pero lo primero que hizo siendo viuda fue apropiarse del título de condesa de Palamós, que pertenecía al marido, y según el testamento, en caso de muerte sin descendencia masculina, debía retornar a su sobrina Isabel de Requesens y Enríquez. Hipólita no lo devolvió, comenzó a firmar las cartas como «la triste condesa», y a las dos damas, Hipólita y su sobrina, se las conoce como «condesas de Palamós».
Hipólita no respetó tampoco la disposición del testamento en relación con el futuro matrimonio de su hija. Estefanía debía casarse con un pariente Requesens para conservar el apellido, pero se casó con Juan de Zúñiga, chambelán del rey y futuro preceptor del príncipe Felipe. En el epistolario se comprueba que la boda la motivaba la intención de obtener privilegios y favores reales para los negocios propios, de la familia y de los amigos. Cuando Estefanía se casó, con la excusa de que estaba en la Corte, continuó teniendo el usufructo y administrando un patrimonio que ya no le pertenecía. Con ello volvió a transgredir el testamento.
La voluntad de poseer la baronía de Ribarroja la llevó a iniciar uno de los pleitos más famosos de su tiempo. Intervino la curia romana y el emperador, y a la larga provocó la ruina de la familia. La baronía de Ribarroja era herencia de la sobrina de Hipólita, Beatriz de Margarit, la cual era monja dominica del convento de Santa Catalina de Valencia. Según el testamento, la baronía pertenecía a Hipólita si la sobrina moría sin descendencia. Beatriz había entrado en el convento a la muerte de su madre con 13 años de forma provisional, a la espera de ser recogida por su tía. Con todo, las monjas la convencieron de profesar.
Fue un pleito a tres partes por el control de la baronía entre Hipólita, que tomó posesión de la baronía en nombre de su hija Estefanía, las monjas de Santa Catalina de Valencia y su sobrina Beatriz, que quería salir del convento alegando que había entrado contra su voluntad. Este pleito obligó a Hipólita a instalarse en Valencia en 1533 y vivir allí cuatro años. Una vez muerta Hipólita en 1546 Beatriz, que había salido del convento y se había casado con el noble Gabriel Rojas, reclamó a Estefanía el derecho sobre la baronía y el valor de todas las rentas producidas durante los años que la había poseído, lo que representó un gran golpe económico. La familia pasó a depender del favor real y de las bodas de conveniencia, con lo que el apellido Requesens se acabó perdiendo.

### Empresaria textil
Después del pleito de Ribarroja y los años en Valencia, Hipólita volvió a Barcelona y se dedicó al negocio textil, aprovechando un privilegio real. La emperatriz Isabel había concedido a su yerno Juan de Zúñiga un privilegio de treinta años para poder construir unos molinos de cardar trapos en Cataluña. Hipólita hizo una inversión con ánimo de lucro, a fin de introducir en el Principado un aparato desconocido, que sustituía a la antigua percha.
La introducción de este nuevo aparato de madera necesitaba un maestro de Segovia y, para hacerlo funcionar, un pelaire de la misma ciudad, que en un primer momento no llegó. Esto hizo que Hipólita encargara un manual (memorial) a un pelaire valenciano a través de su primo Benet Honorat Joan, señor de Tous, el cual era beneficiario del privilegio de cardar trapos en Valencia, también obtenido por Juan de Zúñiga.
El aparato se construyó primero en Martorell y en la primera prueba se vio que funcionaba mucho mejor que la percha, aunque los paños catalanes eran más largos que los de Segovia. La llegada posterior del maestro pelaire de Segovia permitió resolver parte de los problemas, a la vez que enseñó el oficio a los de Martorell.
Hipólita previó que carpinteros catalanes, entre ellos un vasallo suyo, aprendieran del maestro de Segovia a construir el aparato. El éxito despertó rápidamente el interés de los pelaires catalanes. Hipólita entró a formar parte de la cofradía y se convirtió en la fabricante del aparato, que vendió a los cofrades.
Finalmente, acabados pleitos y negocios, en 1540 viajó a Madrid, a la Corte, con su hija y sus nietos, donde hizo vida familiar. El 1542 volvió a Barcelona a supervisar las obras de la Capilla del Palacio Menor. Volvió a Madrid en 1545, al morir su yerno y dos de sus nietos. El 1546 hizo testamento y murió en los Alcázares de Madrid, y fue enterrada en la iglesia de la Concepción.

## Epistolario
El epistolario de Hipólita Roís de Liori, conservado en el Archivo del Palacio de la familia Requesens contiene 872 cartas, de las cuales 89 están escritas por ella. Son cartas dirigidas a la familia y a los administradores, poniendo de relieve cómo Hipólita, una vez viuda, dedicó su vida a negociar sin escatimar esfuerzos para conservar y agrandar el patrimonio familiar y emprender negocios textiles. Las cartas muestran una mujer fuerte, negociadora, capaz de ejercer poder sobre hombres y mujeres a su servicio y capaz de influir en otros, tanto para conservar y agrandar el patrimonio como para defender los intereses familiares. Asimismo fue una matriarca que tenía cuidado del hogar y de sus inquilinos, y también de la transmisión a la generación siguiente de toda una cultura recibida de la mujer, que comprendía desde aspectos religiosos y morales hasta cuestiones prácticas relacionadas con el matrimonio, la procreación, el cuidado de los enfermos, la alimentación, la fabricación de los ungüentos, etc. Por este motivo el epistolario ofrece también una visión de la vida de la mujer en la época.